# فاستاک
فاستاک (به لاتین: Foostock) یک کوه در سوئیس است که در کانتون گلاروس واقع شده‌است. فاستاک ۲٬۶۱۱ متر بالاتر از سطح دریا واقع شده‌است.